# 桂文子
桂 文子（かつら ふみこ、1944年(昭和19年) - ）は、日本の英文学者。専門は19世紀英国詩。

## 経歴
京都府生まれ。1966年京都大学文学部英文科卒、70年同大学院博士課程中退、京大文学部助手、龍谷大学法学部助教授、教授。2012年退任。
かめおか桂ホール  を企画・運営。日本ペンクラブ会員。

## 著書
- 『ロバート・ブラウニング研究 『パラケルスス』から『イン・アルバム』まで』英宝社 2009

共編
- 『人間と文学 イギリスの場合』小林順・吉田秀生共編 昭和堂入門選書 1994

### 翻訳
- ジョージ・メレディス『リチャード・フィーバレルの試練』多田稔共訳 英潮社 1993
- メアリー・M.ロジャース『ウェールズ』国土社 目で見る世界の国々 1997
- エリザベス・バレット・ブラウニング『オーローラ・リー』晃洋書房 1999
- バーバラ.T.ゲイツ『世紀末自殺考 ヴィクトリア朝文化史』市川美香子、福岡和子共訳 英宝社 1999
- 『ソネット選集 サウジーからスウィンバーンまで 対訳と注釈』岡村眞紀子、武田雅子共著 英宝社 2004
- 『ソネット選集 対訳と注釈 ケアリからコールリッジまで』岡村眞紀子、武田雅子共著 英宝社 2007
- ロバート・ブラウニング『プリンスホーエンシュティール・シュヴァンガウ世の救い主』英宝社 2008

## 参考
- 『オーローラ・リー』訳者紹介
- J-GLOBAL